# Ольшанка (Августівський повіт)
Ольшанка (пол. Olszanka) — село в Польщі, у гміні Новинка Августівського повіту Підляського воєводства.
Населення — 284 особи (2011).
У 1975—1998 роках село належало до Сувальського воєводства.

## Демографія
Демографічна структура станом на 31 березня 2011 року:
|          | Загалом | Допрацездатний вік | Працездатний вік | Постпрацездатний вік |
| -------- | ------- | ------------------ | ---------------- | -------------------- |
| Чоловіки | 149     | 43                 | 82               | 24                   |
| Жінки    | 135     | 32                 | 74               | 29                   |
| Разом    | 284     | 75                 | 156              | 53                   |